# Clash of Champions 2019
Clash of Champions (2019) was een professioneel worstel-pay-per-view (PPV) en WWE Network evenement dat georganiseerd werd door WWE voor hun Raw, SmackDown en 205 Live brands. Het was de 3e editie van Clash of Champions en vond plaats op 15 september 2019 in het Spectrum Center in Charlotte, North Carolina. Alle kampioenschappen van Raw, SmackDown en 205 Live werden verdedigd.

## Matches
| Nr. | Match                                                                               | Winnaar(s)                        | Opmerkingen | Bron  |
| --- | ----------------------------------------------------------------------------------- | --------------------------------- | --- | ----- |
| 1P  | Drew Gulak (c) vs. Humberto Carrillo vs. Lince Dorado                               | Drew Gulak                        | Triple Threat match voor het WWE Cruiserweight Championship.                                                    | [ 2 ] |
| 2P  | AJ Styles (c) vs. Cedric Alexander                                                  | AJ Styles                         | Eén-op-één match voor het WWE U.S. Championship.                                                                | [ 2 ] |
| 3   | Robert Roode & Dolph Ziggler vs. Seth Rollins & Braun Strowman (c)                  | Robert Roode & Dolph Ziggler (nc) | Tag Team match voor het WWE Raw Tag Team Championship.                                                          | [ 2 ] |
| 4   | Bayley (c) vs. Charlotte Flair                                                      | Bayley                            | Eén-op-één match voor het WWE SmackDown Women's Championship/.                                                  | [ 2 ] |
| 5   | The Revival (Scott Dawson & Dash Wilder) vs. The New Day (Big E & Xavier Woods) (c) | The Revival (nc)                  | Tag Team match voor het WWE SmackDown Tag Team Championship. The Revival won door submission.                   | [ 2 ] |
| 6   | Alexa Bliss & Nikki Cross (c) vs. Fire en Desire (Sonya Deville & Mandy Rose)       | Alexa Bliss & Nikki Cross         | Tag Team match voor het WWE Women's Tag Team Championship.                                                      | [ 2 ] |
| 7   | Shinsuke Nakamura (c) (met Sami Zayn) vs. The Miz                                   | Shinsuke Nakamura                 | Eén-op-één match voor het WWE Intercontinental Championship.                                                    | [ 2 ] |
| 8   | Sasha Banks vs. Becky Lynch (c)                                                     | Sasha Banks                       | Eén-op-één match voor het WWE Raw Women's Championship. Banks won door diskwalificatie, maar won de titel niet. | [ 2 ] |
| 9   | Kofi Kingston (c) vs. Randy Orton                                                   | Kofi Kingston                     | Eén-op-één match voor het WWE Championship.                                                                     | [ 2 ] |
| 10  | Erick Rowan (met Luke Harper) vs. Roman Reigns                                      | Erick Rowan                       | No Disqualification match.                                                                                      | [ 2 ] |
| 11  | Seth Rollins (c) vs. Braun Strowman                                                 | Seth Rollins                      | Eén-op-één match voor het WWE Universal Championship.                                                           | [ 2 ] |